# Barambu
Die Sprache Barambu (ISO 639-3: brm; auch abarambo, amiangba, amiangbwa, balambu, barambo und duga genannt) ist eine ubangische Sprache, die von insgesamt 25.600 Personen zwischen den Flüssen Bomokandi und Uelle in der Provinz Orientale im Kongo gesprochen wird.
Barambu zählt zur Gruppe der Azande-Sprachen und bildet mit der Sprache Pambia [pmb] die kleine Gruppe der Barambo-Pambia-Sprachen.